# Massamagrell
Massamagrell település Spanyolországban, Valencia tartományban. Massamagrell Valencia, Massalfassar, Museros, La Pobla de Farnals és Rafelbunyol községekkel határos. Lakosainak száma 17 216 fő (2024).

## Népesség
A település népessége az utóbbi években az alábbiak szerint változott:
| Lakosok száma | 12 899 | 13 826 | 14 568 | 15 210 | 15 550 | 15 564 | 15 553 | 15 952 | 16 223 | 17 216 |
|               | 2001   | 2004   | 2007   | 2009   | 2012   | 2014   | 2017   | 2019   | 2022   | 2024   |